# 言海
『言海』（ことばのうみ・げんかい）は、国語学者の大槻文彦が明治期に編纂した国語辞典。「日本初の近代的国語辞典」とされる。

## 成立

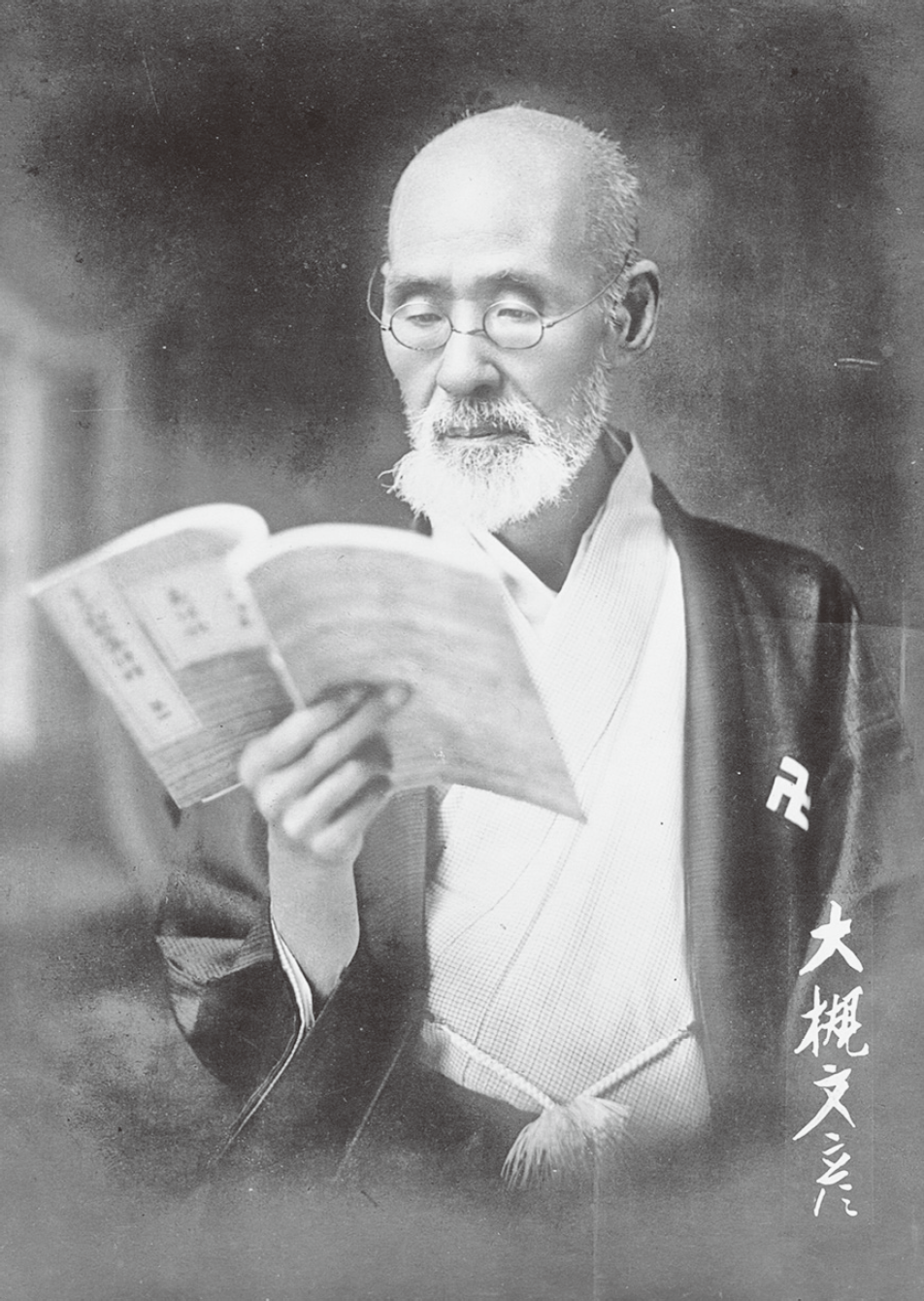
大槻文彦が『言海』で確立した近代的辞書編纂法による徹底した体裁は、後世における辞書の模範的存在となった。

1875年（明治8年）、当時文部省報告課に勤務していた大槻文彦が、報告課長の西村茂樹に国語辞典の編纂を命ぜられ、編纂を開始した。国の辞書があるということは、その国を近代国家として認めさせる手段の一つだったため、当時のドイツ、イギリス、アメリカ、フランスなどでは、国語辞典作りが盛んに行われていた。明治政府は「日本が近代国家の仲間入りをするためには、日本語という国語を統一する必要があるから、我が国にも国語辞典が必要だ」と考えたのである。
当初、英語辞典の翻訳で済むと考えていたが様々な事象が大きく違うことで断念、英語辞典の体裁を採用し独自の辞書編纂を進めた。同時に日本語文法の確立が必要と考え、研究も行っている。
1882年（明治15年）に初稿を成立させたが校閲に4年をかけ、完成したのは1886年（明治19年）である。元々は文部省自体から刊行される予定であったが、予算が無いため出版が立ち消えそうになり、1888年（明治21年）自費出版を条件に文部省から稿本が下げ渡しされた。結局1889年（明治22年）から1891年（明治24年）にかけて刊行することになった。
その後、版元は吉川弘文館に移り版を重ねた。1913年（大正2年）の時点で374版に達した。
最初は四六倍判の四分冊として出版され、その後一冊本や上下に分かれた二冊本、判型が異なった小型や中型のものが刊行されていった。大槻の没後に、大幅に改訂がなされた『大言海』も発刊された。戦後には現代版として編まれた『新言海』も発刊されている。
自筆による最終的な下書き本は大槻が保管していたが、死後は他の蔵書や肖像画などと共に、大槻が第8代館長を務めた宮城県図書館に寄贈され『大槻文庫』として所蔵されている。特に言海の自筆稿本は宮城県の指定文化財に指定されている。

## 内容
五十音引きの国語辞書であり、文語で記されている。収録されている語数は39,103語で、固有名詞などは扱っていない。本編の辞書部分の他に漢文で書かれた「言海序」、西洋文法を参考に日本語を体系化した「語法指南」、索引の仕方を書いた「索引指南」なども載っている。

## 改訂増補版

### 大言海
1912年（大正元年）に大槻文彦自身が改訂作業に務めたが、事半ばにして1928年（昭和3年）に没したため、兄の大槻如電らが引き継いだ。如電没後の1932年（昭和7年）より冨山房で刊行された（1937年（昭和12年）に全4巻・索引で完結）。『新編 大言海』（一冊本、冨山房、1982年（昭和57年））等で、度々新版刊行。

### 新言海
『言海』の特徴を生かしながら、日本語として定着した新語および外来語などを増補。実用となる面の補充に尽力した。

## 刊行年譜
『言海』
- 四分冊
  - 1889年（明治22年）
    - 5月15日：第一冊　あ−お
    - 10月31日：第二冊　か−さ

  - 1890年（明治23年）5月31日：第三冊　志−ち
  - 1891年（明治24年）4月22日：第四冊　つ−を
- 1891年（明治24年）12月5日：第二版（一冊本）
- 1891年（明治24年）12月：第二版（二冊本）
- 1904年（明治37年）2月28日：小形 言海（縮刷版）
  - 2004年（平成16年）4月：復刻版『言海』[注 4]ちくま学芸文庫、解説武藤康史。ISBN 4480088547
- 1909年（明治42年）8月23日：中形 言海

『大言海』
- 四分冊 冨山房
  - 1932年（昭和7年）10月28日：第一冊
  - 1933年（昭和8年）5月28日：第二冊
  - 1934年（昭和9年）8月3日：第三冊
  - 1935年（昭和10年）9月15日：第四冊
  - 1937年（昭和12年）11月：別巻〈索引〉
- 1956年（昭和31年）『新訂 大言海』冨山房。
- 1982年（昭和57年）『新編 大言海』冨山房。ISBN 457200062X

『新言海』
- 1959年（昭和34年）日本書院

## 後への影響
- 『大言海』を意識した表題を持つ書籍として、ビックリハウス発祥のパロディ辞典『大語海』[13]や、三省堂発行の『オタク用語辞典 大限界』[14]がある。

## 関連文献

### 大槻文彦の評伝
- 山内七郎『小説「言海」』審美社、1965年
- 大島英介『遂げずばやまじ：日本の近代化に尽くした大槻三賢人』岩手日報社、2008年。ISBN 9784872013917
- 今野真二『「言海」を読む：ことばの海と明治の日本語』KADOKAWA〈角川選書542〉、2014年。ISBN 9784047035423
- 安田敏朗『大槻文彦『言海』：辞書と日本の近代』慶應義塾大学出版会、2018年。ISBN 9784766425543

### 研究
- 山田忠雄『三代の辞書：国語辞書百年小史』三省堂、1967年（改訂版、1981年）
- 倉島長正『日本語一〇〇年の鼓動：日本人なら知っておきたい国語辞典誕生のいきさつ』小学館、2003年。ISBN 4093874166
- 倉島長正『国語辞書一〇〇年：日本語をつかまえようと苦闘した人々の物語』おうふう、2010年。ISBN 9784273036058
- 石山茂利夫『国語辞書事件簿』草思社、2004年。ISBN 479421362X
- 石山茂利夫『国語辞書誰も知らない出生の秘密』草思社、2007年。ISBN 9784794216038
- 今野真二『『言海』と明治の日本語』港の人、2013年。ISBN 9784896292640
- 今野真二『辞書からみた日本語の歴史』筑摩書房〈ちくまプリマー新書220〉、2014年。ISBN 9784480689238
- 今野真二『辞書をよむ』平凡社〈平凡社新書760〉、2014年。ISBN 9784582857603
- 今野真二・小野春菜『言海の研究』 武蔵野書院、2018年。ISBN 9784838607136
- 田澤耕『〈辞書屋〉列伝：言葉に憑かれた人びと』中央公論新社〈中公新書2251〉、2014年。ISBN 9784121022516

### 辞書類
- 惣郷正明・朝倉治彦『辞書解題辞典[注 5]』 東京堂出版、1977年
- 沖森卓也・倉島節尚・加藤知己・牧野武則『日本辞書辞典』おうふう、1996年。ISBN 4273028905
- 見坊行徳・稲川智樹『辞典語辞典』誠文堂新光社、2021年。ISBN 9784416521137